# Впускний колектор

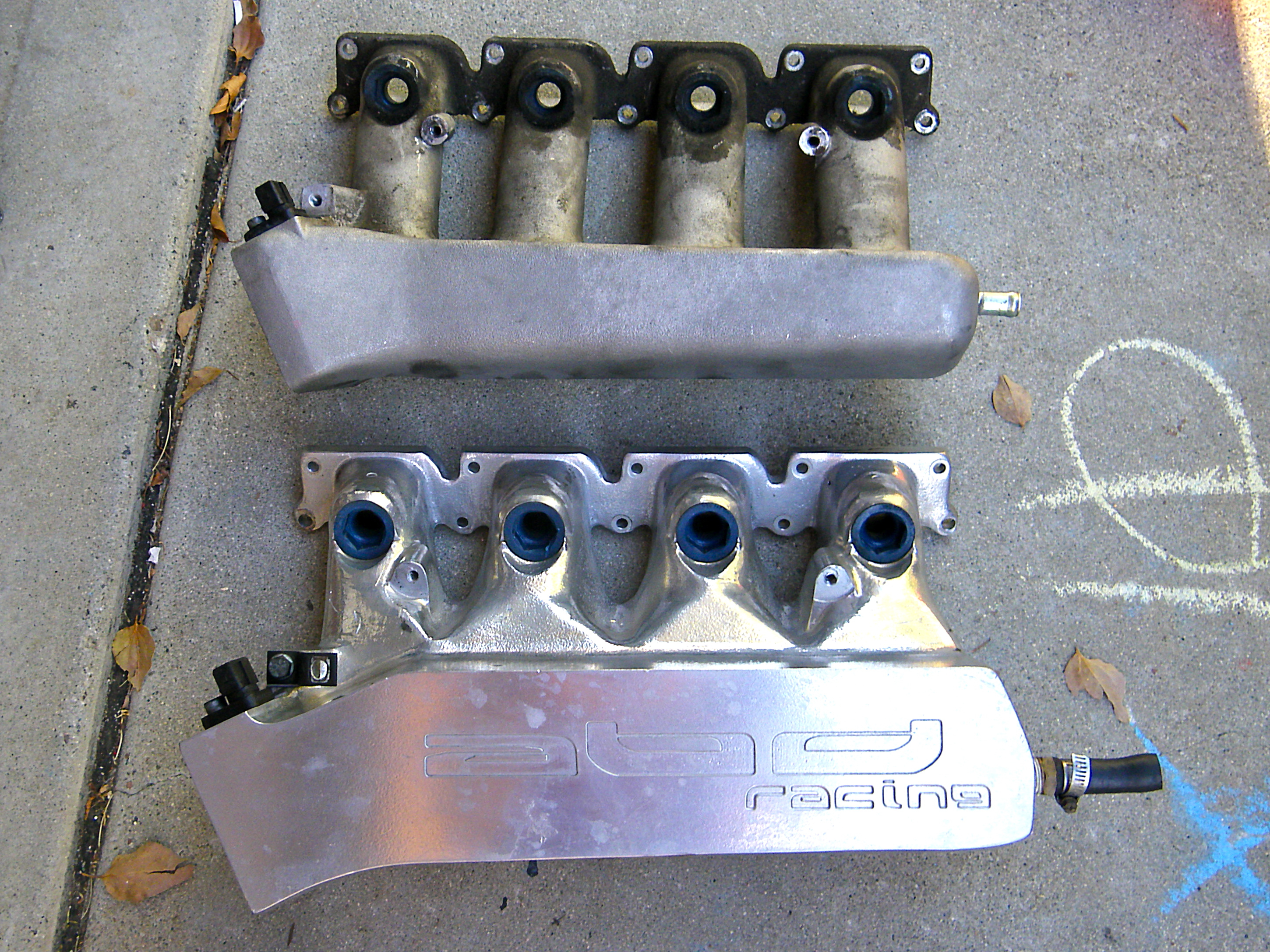
Конструкції впускних колекторів для двигуна Volkswagen 1.8T

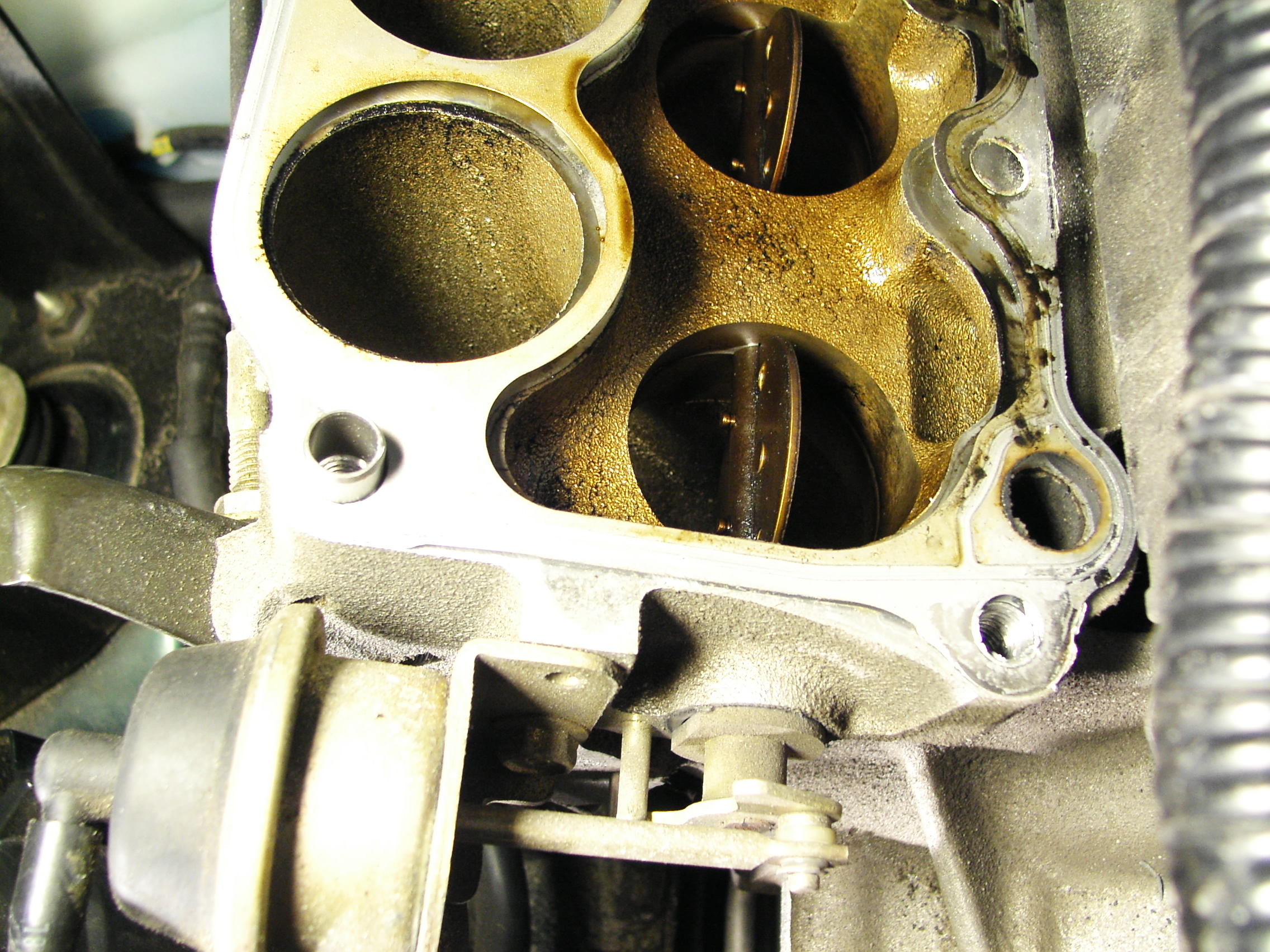
Нижня частина впускного колектора змінної геометрії на Mazda Miata (1999). Видно заслінки для зміни довжини впускних каналів

Впускни́й коле́ктор (англ. intake manifold) — елемент системи впуску багатоциліндрового поршневого двигуна внутрішнього згоряння, який забезпечує рівномірне розподілення потоку паливо-повітряної суміші чи повітря (у двигунах з безпосереднім впорскуванням) до циліндрів. У бензинових двигунів у впускному колекторі потік повітря змішується з пальним, утворюючи паливо-повітряну суміш.

## Додаткові функції
Розрідження, що виникає у впускному колекторі використовується у роботі вакуумного підсилювача гальм, системи рециркуляції вихлопних газів також для урухомлення впускних заслінок, круїз-контролю, пристрою корекції кута випередження запалювання, склоочисників, системи вентиляції картера тощо, в залежності від марки автомобіля та року його випуску.
Впускний колектор також служить місцем кріплення карбюратора або інжекторної паливної апаратури, дросельної заслінки та інших компонентів двигуна.

## Конструктивні особливості
Конструктивно впускний колектор являє собою закритий резервуар складної форми із загальною камерою (ресивером) і відвідними патрубками, кількість яких відповідає кількості циліндрів двигуна. Протягом довгого часу на двигуни встановлювали колектори з алюмінієвих сплавів або чавуну, але приблизно з початку 2000-х років набувають все більшої популярності композитні матеріали. З пластика зроблений колектор двигунів Ford Zetec 2.0, Duratec 2.0 та 2.3 тощо.

## Принцип роботи
Карбюратор або паливні форсунки розпилюють пальне в приймальну камеру колектора (для моторів з уприскуванням в колектор). Чим краще розпиляється паливо, тим інтенсивніше і повніше воно надалі згорає в циліндрах. За рахунок електростатичних сил краплі пального заповнюють камеру та можуть осідати на стінках колектора або зливатися у більші краплі в повітрі. Обидві дії небажані, оскільки призводять до утворення суміші нерівномірної щільності.
Зважаючи на труднощі обробки, внутрішні поверхні впускних каналів колектора й головки блоку циліндрів прийнято залишати нешліфованими. Однак шорсткість поверхні не повинна бути надто грубою, так як може виникнути зайва турбулентність, що приведе до зайвих втрат на вихороутворення та падіння потужності двигуна. Для двотактних двигунів опір і точність зчленування впускного колектора і циліндрів мають великий вплив на газообмін, тому підгонка і полірування колектора істотно підвищує потужність.
Впускний колектор повинен мати строго визначену довжину, об'єм та форму. Усі ці параметри розраховуються при розробці силового агрегату. Впускний колектор закінчується повітряними каналами, які спрямовують потоки повітря до впускних клапанів двигуна. У дизельних двигунах і системах з безпосереднім упорскуванням, повітряний потік завихрюється і прямує в циліндр, де і відбувається змішування з пальним.
Останнім часом довжині і формі патрубків або каналів впускного колектора приділяється велика увага. У конструкції каналу неприпустимі різкі викривлення та гострі кути, тому що в цих місцях пальне, змішане з повітрям, буде неминуче осідати на стінках. У сучасних колекторах використовується принцип, що використовувався спочатку майстернями з підготовки спортивних автомобілів — всі індивідуальні канали всіх циліндрів, незалежно від віддаленості від центру, повинні мати однакову довжину.
Така конструкція сприяє узгодженню з так званим резонансом Гельмгольца. Потік паливо-повітряної суміші в момент відкриття впускного клапана рухається по каналу колектора в бік циліндра зі значною швидкістю.  Після досягнення рівності тисків всередині колектора і циліндра наповнення повинно припинитися, але цьому перешкоджає інерція рухається свіжого заряду, в результаті чого надходження заряду триває до закриття впускного клапана (інерційний наддув). При правильному підборі довжини впускних каналів можна домогтися значного зростання наповнення, а отже, і потужності, в певному діапазоні оборотів. Процес зміни напрямку потоку в традиційних колекторах відбувається постійно і на швидкості, близькій до надзвукової. Справа в тому, що зміна напряму руху потоку пов'язана з явищем резонансу, який відкрив Герман фон Гельмгольц, автор класичних робіт з акустики. Вперше колектори, оптимізовані за резонансом Гельмгольца були застосовані в двигунах Chrysler V10, якими комплектувалися автомобілі «Dodge Viper» і пікапи «Dodge Ram». Надалі конструкцію взяли на озброєння інші виробники.

## Впускний колектор змінної геометрії
Ще однією інновацією, що знаходить все більше прихильників, стала конструкція впускного колектора із змінною геометрією. Існує декілька загальних принципів реалізації цієї конструкції. Одна з них передбачає наявність двох шляхів, за якими може рухатися потік повітря або паливо-повітряної суміші по індивідуальних каналах до циліндра — короткому і довгому. При досягненні певного режиму роботи встановлений в каналі клапан закриває короткий шлях.
Інша конструкція передбачає встановлення клапана в приймальну камеру. При досягненні певних умов заслінка зменшує внутрішній об'єм камери. Для двигунів з великою кількістю циліндрів (більше 4-х) існують і ще складніші системи. Поява впускних колекторів змінної геометрії дозволила реалізувати систему відключення частини циліндрів на двигунах V8 та V10 — частина приймальної камери, до якої приєднані канали половини циліндрів, перекривається заслінкою, і потік паливо-повітряної суміші в них не потрапляє.
Ці нововведення створюють резонансні явища не в одному вузькому діапазоні, і дозволяють поліпшити наповнення сучасних моторів без використання турбін.

## Особливості експлуатації
Для коректної роботи впускного колектора важливою є якість і стан прокладок. Тому, якщо колектор з якоїсь причини довелося зняти, необхідно переконатися в тому, що всі защільники в хорошому стані. При демонтажі впускного колектора заміна прокладки є обов'язковою, оскільки від герметичності з'єднання залежить робота всієї системи впуску.
Щоб уникнути появи тріщин і перекосів для затягування гайок на колекторі потрібно використовувати динамометричний ключ і дотримуватися порядку затягування. Зазвичай, рекомендується починати з центру і поступово рухатися до периферії, поперемінно затягуючи гайку з одного та іншого боків. Слід зауважити, що сучасні алюмінієві та композитні пластикові колектори більше схильні до деформації (жолоблення), ніж чавунні, які зустрічаються на двигунах давніших конструкцій.
Треба мати на увазі, що для моторів з дросельною заслінкою нещільність колектора небезпечна не тільки тряскою двигуна на холостому ходу, але і підвищеним зносом циліндра, в який через нещільність надходить неочищене повітря. Такі ж неприємності трапляються при пропуску ущільнення вакуумного підсилювача гальм, і компресія зношеного від пилу циліндра швидко падає.